# Baviácora (Messico)
Baviácora è una municipalità dello stato di Sonora nel Messico settentrionale, il cui capoluogo è la località omonima.
Conta 3.312 abitanti (2010) e ha una estensione di 841,95 km².
Il nome della località significa in lingua opata l'erba buona che cresce lungo il fiume.